# Norma Jean Martine
Norma Jean Martine (Middletown, 21 marzo 1991) è una cantautrice statunitense.
Ha scritto per Giorgia, Marco Mengoni, Michele Bravi, Ronan Keating, Lena e Ashley Roberts.
La hit Quando una stella muore della cantante Giorgia è stata scritta insieme a Norma Jean Martine e Patrizio Moi, ed è presente nell'album nº1 di Giorgia Senza paura (2013), certificato doppio platino.
Norma Jean ha collaborato alla scrittura del singolo In bilico, che fa parte dell'album top 10 A passi piccoli del vincitore di X Factor Italia 2013 Michele Bravi, e nel 2014 Lonely Nights (Hey You) per la ex Pussycat Doll Ashley Roberts, inclusa nell'album Butterfly Effect.
Nel 2015 ha scritto In The Light per Lena, singolo incluso nell'album nº2 in classifica Crystal Sky, e Come un attimo fa per Marco Mengoni, inclusa nell'album nº1 e triplo platino Parole in circolo, oltre alla bonus track per iTunes Time of My Life.
Ha cantato in due canzoni con Pablo Nouvelle: Heartbeat e The Best Thing, tratte dall'EP Heartbeat.
Ha un contratto con BMG Chrysalis Music USA e con Universal Records Germany/Virgin EMI UK.
Come artista solista ha suonato al Calling Festival prima di Stevie Wonder, nel 2014 a Londra, al Latitude Festival, al Montreux Jazz Festival nel 2013 e nel 2014, come supporter per Tom Odell, Gaz Coombes e Lissie.
Nel dicembre 2013 Brendan Benson l'ha invitata a suonare sul palco del suo concerto di beneficenza per la David Lynch Foundation al Ryman Auditorium di Nashville, a fianco di stelle come Jack White, Butch Walker e Jakob Dylan.
Nel 2014 il suo singolo No Gold è stato usato dalla CW Network USA e da Fox 8 Australia come soundbed per i trailer dei loro nuovi programmi.
Il singolo è entrato nella playlist di Virgin Radio Italy prima della release.
Nel gennaio 2015 ha scritto con Burt Bacharach a Los Angeles.
Il 2 ottobre dello stesso anno è uscito il suo singolo di debutto Animals su etichetta Virgin EMI UK e Capitol/Vertigo Germany.
Il 29 gennaio 2016 è uscito All I Need, l'album di Pablo Nouvelle che include due brani We Ain't Dead Yet e Paint scritti e cantati con Norma Jean Martine.
Norma Jean ha collaborato alla stesura di Time Of My Life, brano che dà il titolo al nuovo album di Ronan Keating, più alta nuova entrata nella UK album charts il 19 febbraio 2016.